# Cesty (Jaromír Nohavica)
Nepojmenovaná EP deska, vydaná jako pátý díl edice Cesty, je prvním albem Jaromíra Nohavici. Obsahuje čtyři písně nahrané během koncertu v OKD Na Petynce. Sleeve-note napsal Michal Jupp Konečný.

## Písničky
1. Kejklíři – 3:55
2. Bláznivá Markéta – 2:15
3. Zatím, co se koupeš – 2:53
4. Divoké koně – 3:45